# Fortuna Czarne
Fortuna Czarne, potocznie Czarna Fortuna lub Ciemna Fortuna – ciemne, słodkie piwo aromatyzowane, warzone od 1997 roku przez Browar Fortuna z Miłosławia, kontynuujące tradycje piwa czarnego z Wielkopolski.

## Charakterystyka
Fortuna Czarne jest ciemnym piwem dosładzanym, warzonym z jasnego pilzneńskiego słodu jęczmiennego oraz słodu karmelowego, chmielu, karmelu i cukru. Posiada czarnokarmelową barwę i gęstą pianę. W jego smaku wyczuwalna jest delikatna goryczka zdominowana przez karmelową słodycz i kawowy posmak.
Zawartość ekstraktu i alkoholu:
- 1997–2008: ekstrakt 12,7%, alkohol 6,2% obj. (4,65% wag.)
- od 2008: ekstrakt 12,2%, alkohol 5,8% obj. (4,35% wag.)

Dostępne jest w szklanych butelkach o pojemności 0,5 litra oraz beczkach KEG o pojemności 30 i 50 litrów.

## Piwo czarne jako polski produkt tradycyjny
Fortuna Czarne z Miłosławia kultywuje tradycję ciemnego piwa pitego w Wielkopolsce. Piwo to często dosładzane było ciemnym cukrem nadającym czarną barwę i słodki smak. Wzorując się na ludowych upodobaniach jako pierwszy przemysłową produkcję tego piwa rozpoczął w XIX w. browar we wsi Jeżyce (obecnie dzielnica Poznania) i produkował je do końca lat pięćdziesiątych XX wieku. Czarne piwo z dodatkiem czystego cukru warzył w okresie międzywojennym również browar Kobylepole w Poznaniu zwracając uwagę na jego leczniczo-słodowe właściwości. W latach 1945–1950 również browar i słodownia w Wolsztynie wytwarzała to piwo jako piwo odżywcze.
Produkcje w tych browarach nadzorowali ówcześnie znani i doświadczeni technolodzy piwowarstwa – inżynier Edward Stamm oraz mistrz piwowarstwa Hipolit Lackowski. Przerwa w produkcji wielkopolskiego piwa czarnego trwała do 3 listopada 1974, kiedy w browarze w Niechanowie ponownie uruchomiono pod nadzorem technologicznym mgra inżyniera Aleksandra Stamma produkcję piwa słodowego pełnego pod nazwą „Gnieźnieńskie”. Produkcja tego piwa trwała do końca istnienia browaru w Niechanowie, to znaczy do 1997 roku. W tym samym roku browar w Miłosławiu wznowił pod nadzorem Aleksandra Stamma wytwarzanie piwa czarnego, kontynuując wielkopolskie tradycje.
W 2006 roku piwo czarne zostało wpisane przez Ministerstwo Rolnictwa i Rozwoju Wsi na listę polskich produktów tradycyjnych.